# Saint-Julien-de-Crempse
Saint-Julien-de-Crempse ist eine Ortschaft und eine ehemalige französische Gemeinde mit 203 Einwohnern (Stand 1. Januar 2022) im Département Dordogne in der Region Nouvelle-Aquitaine (vor 2016: Aquitanien). Die Gemeinde gehörte zum Arrondissement Périgueux (bis 2016: Bergerac) und zum Kanton Périgord Central.
Der Erlass vom 25. September 2018 legte mit Wirkung zum 1. Januar 2019 die Eingliederung von Saint-Julien-de-Crempse als Commune déléguée zusammen mit den früheren Gemeinden Maurens, Laveyssière und Saint-Jean-d’Eyraud zur Commune nouvelle Eyraud-Crempse-Maurens fest. Der Verwaltungssitz befindet sich in Maurens.
Der Name in der okzitanischen Sprache lautet Sent Júlian de Cremsa und leitet sich vom heiligen Julianus ab.
Die Einwohner werden Saint-Julienois und Saint-Julienoises oder Saint-Juliénois und Saint-Juliénoises genannt.

## Geographie
Saint-Julien-de-Crempse liegt ca. 30 km südwestlich von Périgueux und ca. 12 km nordnordöstlich von Bergerac in dessen Einzugsbereich (Aire urbaine) im Gebiet Landais der historischen Provinz Périgord.
Umgeben wird Saint-Julien-de-Crempse von den sechs Nachbargemeinden und delegierten Gemeinden:
| Beleymas                                                          | Montagnac-la-Crempse                        |            |
| Saint-Jean-d’Eyraud (Commune déléguée) Maurens (Commune déléguée) | Kompassrose, die auf Nachbargemeinden zeigt | Campsegret |
|                                                                   | Queyssac                                    |            |

## Einwohnerentwicklung
Nach Beginn der Aufzeichnungen stieg die Einwohnerzahl in der zweiten Hälfte des 19. Jahrhunderts auf einen Höchststand von rund 520. In der Folgezeit sank die Größe von Saint-Julien-de-Crempse bei kurzen Erholungsphasen bis zu den 1970er Jahren auf rund 130 Einwohner, bevor sich eine Phase moderatem Wachstums einstellte, die heute noch anhält.
| Jahr      | 1962 | 1968 | 1975 | 1982 | 1990 | 1999 | 2006 | 2011 | 2022 |
| --------- | ---- | ---- | ---- | ---- | ---- | ---- | ---- | ---- | ---- |
| Einwohner | 170  | 147  | 131  | 141  | 158  | 168  | 182  | 214  | 203  |

## Ereignisse während des Zweiten Weltkrieges
Als Vergeltungsaktion aufgrund von Anschlägen durch die Résistance bei Saint-Julien-de-Crempse, bei denen mehrere deutsche Soldaten ums Leben gekommen waren, umzingelten Angehörige der 2. SS-Panzer-Division „Das Reich“ am 9. August 1944 die Ortschaft und töteten 11 Angehörige der Forces françaises de l’intérieur sowie 17 Zivilisten. Am 24. August 1944 ergaben sich 82 deutsche Soldaten bei den Kämpfen um Bergerac den französischen Kräften gegen die Zusicherung, als Kriegsgefangene behandelt zu werden. Am 9. September 1944 töteten Résistance-Kämpfer in einem Racheakt 17 dieser Gefangenen.
Am 4. November 2003 wurden die 17 in einem ungekennzeichneten Massengrab beerdigten Soldaten in einer kleinen Zeremonie exhumiert und später auf einem Soldatenfriedhof beerdigt.

## Sehenswürdigkeiten
- Pfarrkirche Saint-Julien
- Herrenhaus Le Grand Vignoble aus dem 17. Jahrhundert

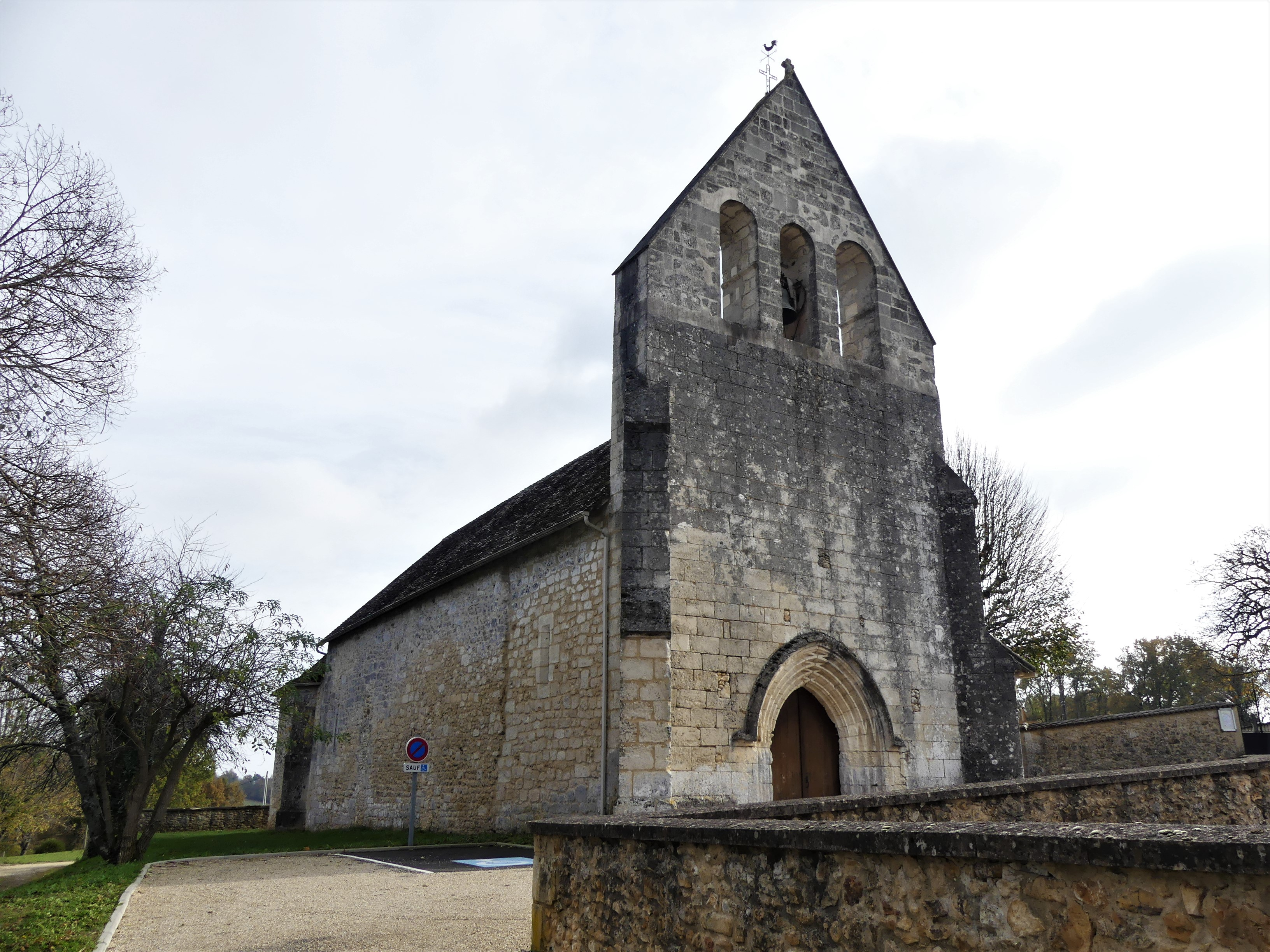
Pfarrkirche Saint-Julien
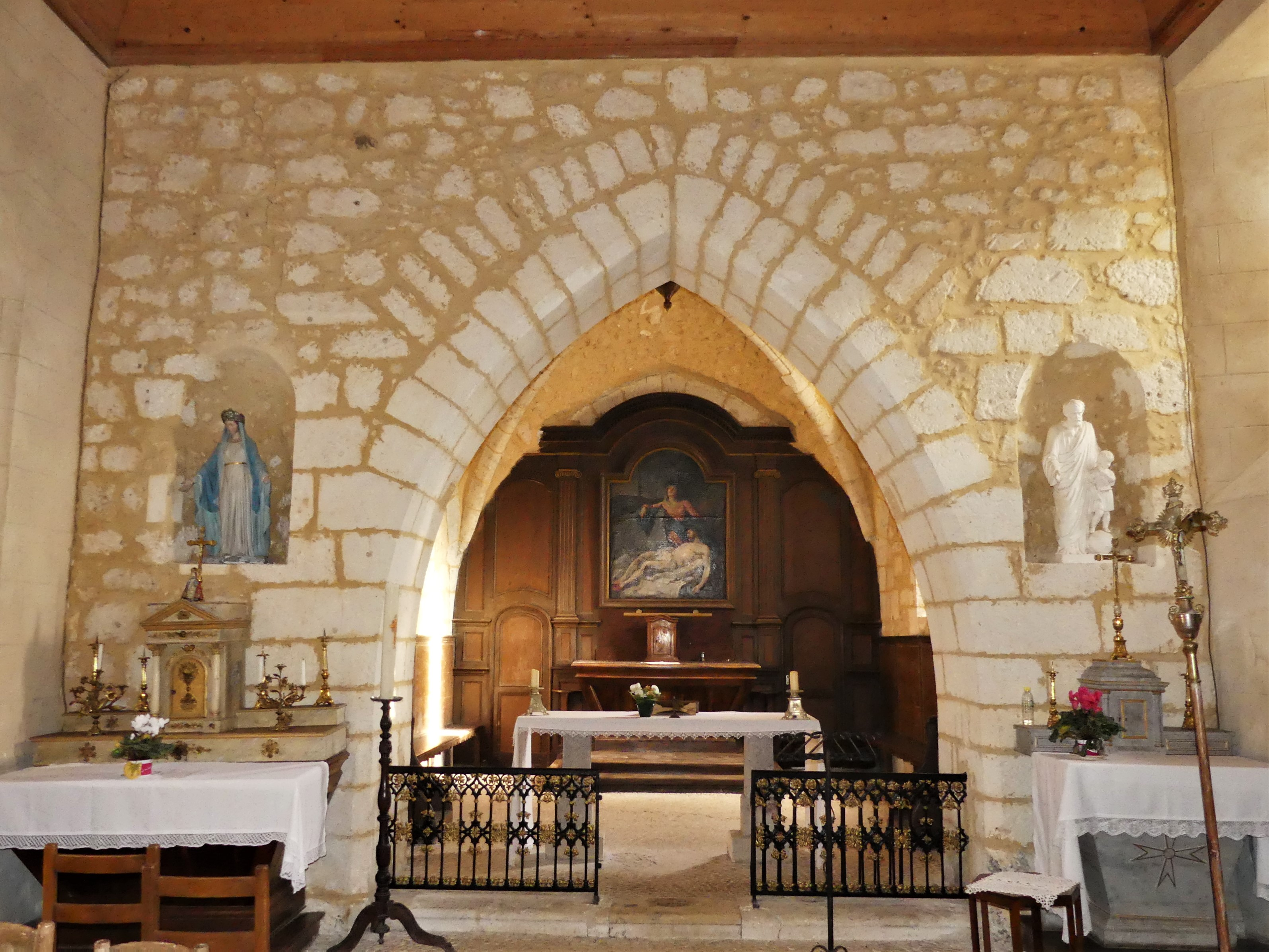
Blick auf den Chor
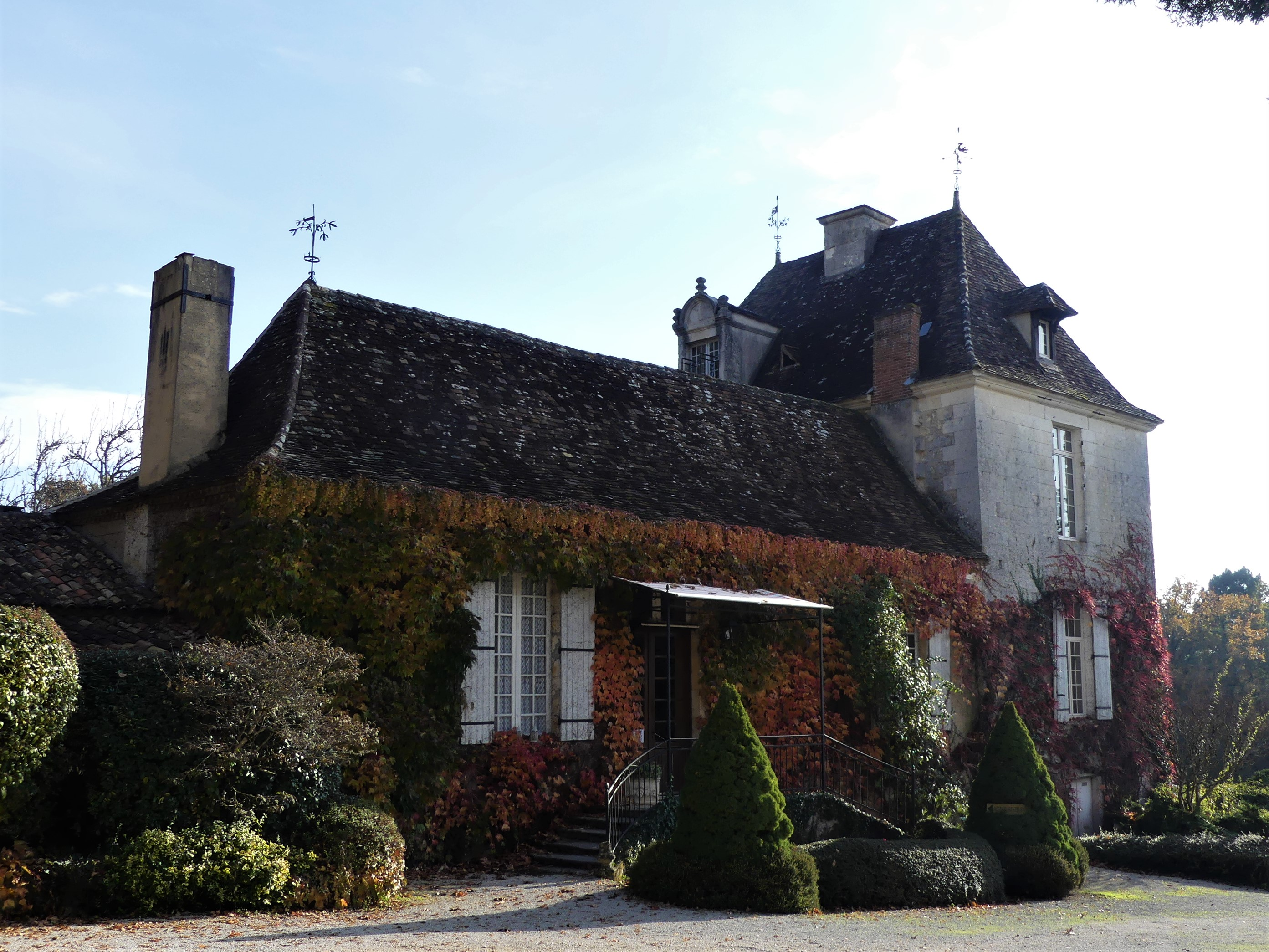
Herrenhaus Le Grand Vignoble